# Ovington (Hampshire)
Ovington is een plaats en vormt samen met Itchen Stoke de civil parish Itchen Stoke and Ovington in het bestuurlijke gebied Winchester, in het Engelse graafschap Hampshire met 163 inwoners.